# 트래픽 (1971년 영화)
트래픽(Monsieur Hulot Nel Caos Del Traffico, Trafic)은 이탈리아에서 제작된 자크 타티 감독의 1971년 코미디 영화이다. 자크 타티 등이 주연으로 출연하였고 로버트 돌프먼 등이 제작에 참여하였다.

## 줄거리
윌로 씨는 파리 (프랑스) 자동차 공장 알트라에서 일하는 덤벙대는 자동차 디자이너이다. 그는 자신이 디자인한 새로운 캠핑카를 암스테르담 국제 자동차 박람회로 운송하는 임무를 맡는다. 그는 트럭 운전사 마르셀과 미국 홍보 에이전트 마리아와 동행한다. 가는 길에 운송 트럭의 타이어가 펑크 나고, 윌로 씨는 도로 가장자리에서 재미있게 타이어를 교체한다. 곧이어 트럭의 연료가 떨어진다. 윌로 씨는 근처 주유소에서 연료를 가져온다. 그들은 다른 주유소에 들르는데, 그곳에서 직원들은 고객들에게 역사적 인물의 흉상을 나눠준다. 한편, 마리아는 자동차 박람회에 도착하지만 다시 운전해서 돌아온다. 트럭이 수리되고, 윌로 씨는 도중에 마리아를 만난다. 트럭은 벨기에-네덜란드 국경을 따라 세관을 멈추지 않고 통과한다. 세관원들이 경찰에 알리고, 트럭은 고속도로에서 경찰에 의해 정지된다.
경찰은 트럭이 도난당했을 것이라고 의심하여 압수한다. 경찰서에서 윌로 씨와 마르셀은 경찰관들에게 캠핑카의 혁신적인 기능을 선보인다. 여기에는 뒤쪽에 펼쳐지는 텐트와 바비큐 그릴이 되는 그릴이 포함된다. 경찰관들은 감탄하지만, 트럭이 떠나는 것을 허락하지 않는다. 다음 날 아침, 윌로 씨, 마르셀, 마리아는 올바른 서류를 가져오고 운송 트럭은 떠나는 것이 허락된다. 고속도로로 돌아온 트럭은 교통 원형 교차로에서 연쇄 추돌 사고에 휘말린다. 윌로 씨는 차를 박은 술 취한 노인을 돕고 그를 아내에게 집으로 돌려보낸다. 밤이 되자 트럭은 수리를 위해 시골의 차고로 옮겨진다. 그곳에서 몇몇 십대 장난꾸러기들이 마리아의 푹신한 개를 훔쳐서 비슷한 모양의 인조 모피 재킷을 그녀의 스포츠카 밑에 놓아 그녀의 애완동물이 죽었다고 생각하게 만든다. 윌로 씨는 장난임을 깨닫고 마리아는 진짜 개를 찾는다. 남자들은 텔레비전으로 달 착륙을 보며 차 수리에 더 많은 지연을 초래한다.
며칠이 지나고 트럭은 수리되어 다시 도로로 나선다. 그러나 자동차 박람회에 도착했을 때, 그들은 행사가 끝났다는 것을 알게 된다. 캠핑카가 제시간에 도착하지 못했음에도 불구하고, 알트라 이사는 30만 프랑의 전기 요금이 청구된 것에 격분한다. DAF 55를 가지고 놀다가 윌로 씨는 이사에게 해고당한다. 주차장에서 마르셀은 캠핑카를 내렸고 사람들이 모여 주문을 하고 있다. 마르셀은 캠핑카가 성공했다고 외친다. 이에 흔들리지 않고 윌로 씨는 마리아와 함께 지하철역으로 걸어가고, 그들이 헤어진 후 그가 계단을 내려갈 때, 반대 방향으로 향하는 통근자들에 의해 위로 밀려 올라간다. 그는 결국 마리아의 품으로 돌아가고, 그들은 비 오는 날 똑같은 우산과 거의 똑같은 자동차로 가득 찬 주차장에서 함께 걸어간다.

## 출연

### 주연
- 자크 타티

### 조연
- 프랑코 레셀

## 제작진
- 의상: 자크 에스테렐